# Parmenian z Kartaginy
Parmenian z Kartaginy (IV wiek) – łaciński pisarz, donatysta, biskup Kartaginy, pierwszy następca Donata. Znany jest jedynie z pism Augustyna i Optata z Milewe.
Odegrał dużą rolę w organizacji Kościoła donatystów. Autor apologii Kościoła donatystów (5 ksiąg) i polemiki z Tykoniuszem. Wszystkie pisma Parmeniana z Kartaginy zaginęły. Zmarł przed 393.